# Estación de Cobourg
Cobourg es una estación de trenes de Via Rail en Cobourg, Ontario, Canadá. La estación cuenta con personal, venta de boletos, estacionamiento al aire libre gratuito y un ascensor para sillas de ruedas para acceder a los trenes. No hay servicio de transporte local en la estación, y la parada de autobús más cercana está en Division Street.
El 12 de noviembre de 2010, Via Rail dio a conocer un diseño para un nuevo edificio de estación, que se construyó junto a la estación existente. Se estimó que el nuevo edificio costaría $ 9 millones de dólares canadienses, es accesible para sillas de ruedas y contiene una nueva plataforma de embarque para acomodar líneas de vía ampliadas con una pasarela elevada.
Las salidas de la estación se redujeron debido a la pandemia de COVID-19 en Canadá. El primer tren de la mañana (tren 651), que muchos utilizaban para ir a trabajar a Toronto, fue eliminado del horario. Si bien Via Rail anunció una restauración total del servicio en su red a finales de junio de 2022, el servicio del tren 651 actualmente permanece bajo revisión.